# Lawrence Thornton
Lawrence Thornton (Pomona, 14 ottobre 1937) è uno scrittore statunitense.

## Biografia
Nato a Pomona nel 1937 dal commerciante James Winston e la segretaria June Wallace, ha compiuto gli studi all'Università della California, Santa Barbara ottenendo un Bachelor of Arts nel 1960, un Master of Arts nel '67 e un dottorato di ricerca nel '73.
Dopo aver pubblicato un saggio d'argomento letterario nel 1984, ha esordito nella narrativa nel 1987 con Il tango degli innocenti, romanzo nel quale gli eventi della Guerra sporca e dei Desaparecidos sono narrati attraverso la lente del realismo magico.
Vincitore del Premio PEN/Hemingway nel 1988, è stato trasposto in pellicola cinematografica nel 2002.

## Opere principali

### Romanzi
- Il tango degli innocenti (Imagining Argentina, 1987), Milano, Il Saggiatore, 1996 traduzione di Alessandra Calanchi ISBN 88-428-0301-4.
- Second Death of Juan Cabrillo (1989)
- Under the Gypsy Moon (1990)
- Ghost Woman (1992)
- Teresa degli spiriti (Naming the Spirits, 1995), Milano, Il Saggiatore, 1997 traduzione di Nicola Rainò ISBN  88-428-0496-7.
- Tales from the Blue Archives (1997)
- Sailors on the Inward Sea (2004)

### Saggi
- Unbodied Hope: Narcissism and the Modern Novel (1984)

## Adattamenti cinematografici
- Immagini - Imagining Argentina (Imagining Argentina), regia di Christopher Hampton (2002)

## Premi e riconoscimenti
- Premio PEN/Hemingway: 1988 vincitore con Il tango degli innocenti
- Premio PEN/Faulkner per la narrativa: 1988 finalista con Il tango degli innocenti
- Guggenheim Fellowship: 1988[6]